# Zelleria proterospila
Zelleria proterospila là một loài bướm đêm thuộc họ Yponomeutidae. Loài này có ở Úc.